# Morella brevifolia
Morella brevifolia là một loài thực vật có hoa trong họ Myricaceae. Loài này được (E. Mey. ex C. DC.) Killick mô tả khoa học đầu tiên năm 1998.